# Menglavirus
Das Menglavirus oder Mengla-Virus (Pinyin Mĕnglà virus, englisch Mengla virus; Spezies Dianlovirus menglaense, früher Mengla dianlovirus) ist ein Virus aus der Familie Filoviridae, zu der auch die Gattungen Orthoebolavirus und Orthomarburgvirus gehören.

## Geschichte
Das Virus ist im Dezember 2015 entdeckt worden. Es wurde genetisch in der Leber von Rosettenflughunden aus dem tropischen Regenwald im Kreis Mengla (chinesisch 勐腊, Pinyin Měnglà) im Süden der chinesischen Provinz Yunnan nahe der Grenze zu Laos und Myanmar nachgewiesen. Benannt wurde es nach diesem Kreis durch Xing-Lou Yang (Virologisches Institut der Provinz Wuhan) und Mitarbeitern.
Das Mengla-Virus soll humanpathogen sein, worauf ein zentraler Bereich eines Oberflächenproteins, mit dem Filoviridae an den Zielzellen binden und das mit denen anderer Filoviridae übereinstimmt, hindeutet. Andere Viren, welche mit Genen des Mengla-Virus ausgestattet wurden und dessen Glykoproteine sezernierten, waren in Zellkulturen für Hamster, Hunde, Affen und Menschen ansteckend. Es handelt sich somit um den potentiellen Auslöser einer Zoonose. Insgesamt sollen 32 bis 54 Prozent der Gensequenz des Virus mit der anderer Filoviridae übereinstimmen, weswegen das Virus auch einer eigenen neuen Gattung zugeordnet wurde. Noch unklar ist die Verbreitung des Virus.